# Dezoxiribozim
A dezoxiribozimek, más néven DNS-enzimek, DNSzimek vagy katalitikus DNS adott reakció végrehajtására képes, gyakran katalitikus dezoxiribonukleinsav-oligonukleotidok. Más enzimekhez (fehérjék, ribozimek) hasonlít működésük. Azonban a biológiai rendszerekben gyakran előforduló fehérjeenzimekkel és az 1982-ben a természetben felfedezett ribozimekkel szemben kevés bizonyíték van természetes dezoxiribozimekre. A dezoxiribozimek nem tévesztendők össze a DNS-aptamerekkel, melyek szelektíven kötnek célligandumhoz, de a reakcióját nem katalizálják.
A ribozimek kivételével a nukleinsavak elsősorban genetikai információ tárolására szolgálnak komplementer bázispárjaik képzésére való képességük révén, lehetővé téve a nagy pontosságú másolást és transzkripciót. Ezzel szemben a nukleinsavak katalitikus képessége korlátozottabb a fehérjékkel szemben – csak 3 kölcsönhatást katalizálhat: hidrogénkötést, π-kölcsönhatás-létesítést és fémion-koordinációt a nukleinsav-monomerek kevés funkciós csoportja miatt: míg a fehérjék 20 különböző aminosavból épülnek fel számos funkciós csoporttal, a nukleinsavak csak 4 kémiailag hasonló nukleobázisból állnak. Ezenkívül a DNS-ben nincs jelen az RNS 2'-hidroxilcsoportja, ami a dezoxiribozimek katalitikus képességét korlátozza a ribozimekhez képest.
A DNS kisebb katalitikus aktivitása mellett a természetes dezoxiribozimek hiányának oka lehet, hogy a biológiai rendszerekben a DNS kétszálú, ez korlátozza rugalmasságát és harmadlagosszerkezet-képzését, csökkentve a kétszálú DNS katalitikus képességét. Vannak azonban biológiai egyszálú DNS-ek, például többpéldányú egyszálú DNS (msDNS), egyes vírusgenomok és a DNS-replikáció során keletkező replikációs villa. A DNS és az RNS szerkezetének további eltérései is szerepet játszhatnak a dezoxiribozimek kis mennyiségében, például a DNS timinjén az RNS uraciljához képest lévő metilcsoport vagy a DNS B-formájú hélix képzésére való hajlama, szemben az RNS A-formájával. Azonban a DNS képes RNS-sel létre nem hozható szerkezetek képzésére, így szerkezeteik különbségei ellenére egyikük se képesebb vagy kevésbé képes katalízisre szerkezeti jellemzőik miatt.
2021-ben indult el az ismert dezoxiribozimeket katalogizáló DNAmoreDB.

## Típusok

### Ribonukleázok

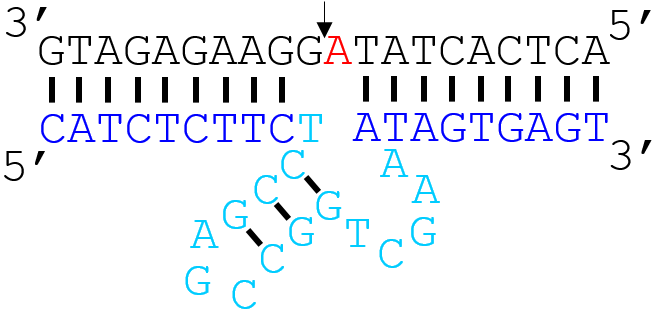
A transz-17E dezoxiribozim. Számos ribonukleáz dezoxiribozim hasonló alakú, önálló enzim- (kék/világoskék) és szubsztrátszállal (fekete). Két komplementer bázisokból álló kar veszi az enzimszál katalitikus központjátt (világoskék) és a ribonukleotidot (piros) körül. A nyíl a ribonukleotid-leválasztási helyet mutatja.

A leggyakoribb dezoxiribozimek ribonukleázok, melyek egy ribonukleotid foszfodiészter-kötésének megszűnését katalizálja transzészterezéssel, 2'3'-gyűrűs foszfátot és 5'-hidroxilcsoportot adva. A ribonukleáz dezoxiribozimek hosszú, egyszálú oligonukleotidok a leválasztási helyen egy ribonukleotiddal. Szekvenálás után az egyszálú cisz-dezoxiribozim átalakítható a kétszálú transz-formára a ribonukleotid-leválasztsi helyet tartalmazó szubsztrát- és a katalitikus központot tartalmazó enzimdomén két komplementer bázispárokból álló kar által hibridizációra képes külön szálakra való bontásával.
Az első ismert DNSzim egy 1994-ben Ronald Breaker és egy posztdoktor társa által Gerald Joyce laboratóriumában a Scripps Kutatóintézetben felfedezett ribonukleáz volt. E dezoxiribozim, a GR-5, ribonukleotid-foszfoészter Pb2+-dependens bontását katalizálja a katalizátor nélküli reakciósebesség több mint 100-szorosára. Később további RNS-bontó dezoxiribozimeket fejlesztettek ki más fémkofaktorokkal, például a Mg2+-dependens E2-t és a Ca2+-dependens Mg5-öt. Ezek nem tudtak teljes RNS-szubsztrátot katalizálni, de annak szelekciós folyamatba illesztésével a tiszta RNS-ből vagy egy RNS-bázissal rendelkező DNS-ből álló szubsztrátú dezoxiribozimek működtek. Az első többcélú dezoxiribozimeket, a 8–17-et és a 10–23-at tanulmányozzák jelenleg leginkább. Számos korábbi dezoxiribozim, például az Mg5 katalitikus központja a 8–17-hez hasonlít, így ez feltehetően „a legegyszerűbb megoldás az RNS-bontás problémájára”. A 10–23 DNSzim két szubsztrátfelismerő résszel körülvett 15 nukleotidos központot tartalmaz. Ez a komplementer RNS-eket hatékonyan, szekvenciaspecifikusan bontja páratlan purin és párosított pirimidin közt. Az AU-t vagy GU-t célzó DNSzimek hatékonyabbak a GC-t vagy AC-t célzóknál. Az RNS-szétválasztás a katalitikus körben lévő dezoxiguanozin dezoxiinozinra való cseréje vagy köztes elemek beiktatása után gyorsabb lett. A 2'-O-metil módosítások jelentősen növelték a bontási sebességet in vitro és in vivo. Más dezoxiribozim ribonukleázok adott kofaktorra erősen szelektívek, például a fémszelektív dezoxiribozimek, például a Pb2+-specifikus 17E, az UO2+2-specifikus 39E és a Na+-specifikus A43. Az első DNSzim-kristályszerkezetet 2016-ban írták le. 2018-ban 25 °C-on katalízisre képes 10-23-alapú DNSzimeket és megfelelő MNSzimeket fedeztek fel, lehetővé téve ezen enzimek hevítésmentes használatát.
Egy 5'-GGAGAACGCGAGGCAAGGCTGGGAGAAATGTGGATCACGATT-3' szekvenciájú DNS fénnyel és szerotonin kofaktorral timindimert javító dezoxiribozim.

### RNS-ligázok
Fontosak még a DNS-ligázok. Ezek az RNS-elágazásos reakcióban jelentős kemoszelektivitást mutatnak. Bár az RNS minden ismétlődő részében van hidroxilcsoport, a DNS-ligáz csak egyiküket használja kezdetként. Ez hagyományos szerves kémiai úton nem végezhető el.

### Egyéb reakciók
Ismertek más, DNS-foszforilációt, -adenilációt, -deglikozilációt, porfinfémezést, timindimer-fotoreverziót és DNS-szétválasztást végző dezoxiribozimek is.

## Módszerek

### in vitroszelekció
Mivel nem ismert természetes dezoxiribozim, a legtöbb ismert dezoxiribozimet in vitro szelekcióval fedezték fel. Az in vitro szelekció nagy számú (általában 1014-1015) véletlenszerű DNS-szekvenciát használ, melyek adott katalitikus aktivitásra ellenőrizendők. Ezeket szilárd fázisú szintézissel állítják elő két állandó résszel (primerkötő helyek a PCR-sokszorosításhoz) egy adott hosszú – jellemzően 25-50 bázisból álló – rész körül. Mivel {\displaystyle 4^{25}\approx 10^{15}}, nincs gyakorlati ok 25 bázis alatti véletlenszerű részeket választani, azonban 50 bázis felett nem mérhető fel a teljes szekvenciatér. Azonban mivel gyakran sok lehetséges jelölt van egy katalízisre, 50 vagy több bázisból álló véletlenszerű részek is adtak dezoxiribozimeket.
Először a katalitikus szálakat a nem katalitikusaktól szétválasztó szelekció történik. Például ribonukleotid-bontás esetén gyakran affinitáskromatográfia használatos, ahol jelölőfehérje távozik a katalitikus szálakról egy ribonukleotid bontásával. Ez lehetővé teszi a katalitikus szálak oszloppal való elválasztását: a nem aktív szálak az oszlophoz kötődnek, az aktívak áthaladnak. Gyakran biotin használatos sztreptavidinoszloppal. Gélelektroforézis-alapú elválasztás használható, ha a szálak tömegváltozása elég nagy a reaktív szálak elhelyezkedésének megváltoztatásához. A szelekció után a reaktív halmaz polimeráz-láncreakcióval történő sokszorosítása regenerálja és sokszorosítja a reaktív szálakat, e folyamat elegendően reakciókész halmaz eléréséig ismétlődhet. Több alkalom kell, mivel néhány nem katalitikus szál elkerülhetetlenül átmehet minden szelekciós lépés után. Általában 4-10 kör szükséges az egyértelmű katalitikus aktivitáshoz, de szigorúbb feltételek esetén gyakran több kell. Elég kör után a végső halmaz szekvenálása és az egyes szálak katalitikus aktivitásának tesztje történik. A halmaz dinamikája matematikailag modellezhető, ami megmutatja az oligonukleotidok kompetitív kapcsolódását a célokhoz és az evolúciós kimenet javításának lehetőségét finomhangolással.
Az így nyert dezoxiribozimek kiválasztása a feltételeknek, például sókoncentrációnak, pH-nak és kofaktoroknak megfelelően történik. Emiatt a csak adott körülmények melletti katalitikus aktivitáshoz pozitív, a nem kívánt feltételek ellen negatív szelekció történhet.

### in vitroevolúció
Más hasonló módszer új dezoxiribozimek nyerésére az in vitro evolúció. Bár ez gyakran az in vitro szelekció szinonimájaként szerepel, az in vitro evolúció kissé eltérő folyamat, ahol a kezdeti oligonukleotid-halmaz genetikailag megváltozik rekombináció vagy pontmutációk révén. A pontmutációkhoz hibaképes PCR-rel növelhető a halmaz nagy mennyiségű eltérő egy helyen való mutáció létrehozására. Az in vitro szelekcióhoz hasonlóan a nagyobb aktivitású szálak több lépés után dominálnak, és elegendő aktivitás után a legaktívabb szálak azonosíthatók szekvenálással.
A kezdeti halmaz a szekvenciatér egy részhalmazából származhat, például egy in vitro szelekciós kísérlet adott szakaszából, melyet neveznek in vitro reszelekciónak is. Az eredeti halmaz egy oligonukleotid sokszorosításából is származhat. Erre példa egy 2015-ös tanulmány, mely szerint egy nem katalitikus oligonukleotid in vitro evolúciójával is létrehozható működő dezoxiribozim. Marhaszérum-albumin mRNS-átiratából levezetett DNS véletlenszerűen választott részét véletlenszerű pontmutációkkal fejlesztették 25 szelekciós körön át. Mélyszekvenálással a leghatásosabb DNSzim fejlődése végigkövethető mutációnként. Ez az első sikeres katalitikus DNS-evolúció nem katalitikus prekurzorból, és az RNS-világ-hipotézis alapja is lehet. Egy 2006-os tanulmányban egy RNS-ligáz ribozimet alakítottak dezoxiribozimmé az inaktív dezoxiribóz-analóg in vitro evolúciójával. Ebben 12 pontmutáció, ebből két, az aktivitásra nem ható volt, specificitási állandója körülbelül az eredeti ribozimének 10%-a volt, de feltehetően ez tovább növelhető további szelekcióval. Ez az első bizonyíték a nukleinsavközi funkciótranszferre, és bizonyos RNS-világ előtti hipotéziseket is támogathat.

## „Valódi” katalízis?
Mivel a legtöbb dezoxiribozimre termékinhibíció jellemző, így egyszerre egy reakciót katalizál, gyakran a dezoxiribozimeket nem tekintik „valódi” katalizátoroknak, mivel nem képesek több reakció katalízisére a legtöbb enzimhez hasonlóan. Azonban a katalizátor általános definíció szerint növeli a reakciósebességet megváltozás nélkül. Így definíció szerint az egyszeres katalízisű DNSzimek katalizátorok. Ezenkívül számos endogén enzim (fehérjék és ribozimek is) egyszerre egy reakciót katalizál, így a dezoxiribozimek kivétele a katalizátorok közül több reakció katalizálására való képtelenségük miatt nem megfelelő.

## Alkalmazások
Bár a ribozimeket a DNSzimek előtt fedezték fel, utóbbiaknak jelentős előnyeik vannak: a DNS költséghatékonyabb, és hosszabb szekvenciákkal és nagyobb tisztaságban állítható elő szilárd fázisú szintézissel. Számos tanulmányban szerepel az influenza A és B replikációját gátló DNSzimek használata a gazdasejtekben. Képesek egyes DNSzimek gátolni a SARS-CoV, az RSV, a humán rinovírus 14 és a HCV szaporodását is.

### Klinikai kísérletek
Az asztma eozinofilindukált gyulladás, melyet egy 2-es típusú segítő T-sejt okoz. Ezen út GATA3 transzkripciós faktorát célozva megakadályozható a gyulladás. Az SB010 biztonságosságát és hatékonyságát elemezve kiderült, hogy a GATA3 mRNS-t lebontani és inaktiválni tudja a IIa klinikai fázisban. Az SB010 a korai és a késői asztmás válaszokat is el tudja tolni allergiás asztmával rendelkező férfi betegekben. A GATA3 az SB012 fontos célpontja is fekélyes vastagbélgyulladás megelőzésére. Ez idiopátiás gyulladásos bélbetegség, időszakosan visszatérő emésztőrendszeri gyulladással. A jelenleg elérhető kezelésekre nem reagáló betegeknél súlyos visszaesés jelentkezhet, és az új alternatívák előnyösek lehetnek számukra, melyek közül az SB012 az I. klinikai fázisban van. Az atópiás dermatitisz (AD) krónikus gyulladásos bőrbetegség, mely ekcémát okoz, gyakran súlyos pruritusszal együtt az érintett bőrön, komplikációkkal és másodlagos betegségekkel is. Ennek oka is a Th2-módosított immunválasz erősítése, így a GATA-3-at célzó DNSzimek lehetséges kezelések. A topikus SB011 DNSzim II. fázisú klinikai kísérletek alatt áll. A DNSzimeket kutatják rákterápiára való használhatóságra. Egy IGF-I-expressziót (I. inzulinszerű növekedési faktor, a normál sejtnövekedés és a tumorgenezis közreműködő fehérjéje) akadályozó 10–23-szerű DNSzim használható az IGF-I-szekréció megakadályozására, blokkolva a prosztatatumor-fejlődést. Ezenkívül e kezeléssel megakadályozható lehet a májáttét-kialakulás a máj-IGF-I, a szérum-IGF-I fő forrásának gátlásával.

### Szenzorok
DNSzimek használhatók fémbioszenzorokhoz. DNSzimalapú ólombioszenzort használtak a minnesotai Szent Pál Iskolák vizében lévő ólom kimutatására. Ezenkívül a DNSzimek aptamerekkel és nukleinsav bioreceptorokkal együtt használhatók multiplex bioassayhez.

### Aszimmetrikus szintézis
A kiralitást is felhasználhatják DNSzimek. A DNS jobbkezes kettős hélix, és az aszimmetrikus szintézisben a királis katalizátor fontos akirális forrásból származó királis molekulák szintézisére. Például mesterséges katalitikus DNS jöhet létre réz elválasztón keresztül való kapcsolásával. Ez egy Diels–Alder-reakciót katalizált vízben a ciklopentadién és egy azakalkon közt. Az endo- és exo-termékek 50%-os enantiomerfeleslegben voltak jelen. Később kiderült, hogy 99%-os enantiomerfelesleg is létrehozható, és hogy a sebesség és az enantioszelektivitás is a DNS-szekvenciához kapcsolódik.

### Biokonjugáció hGQ DNSzimmel
A hemin/G-kvadruplex DNSzim heminhez (Fe3+-protoporfirin IX-hez) kötődő G-kvadruplex-alkotó DNS-ből áll, mely hidrogén-peroxid jelenlétében végez oxidációs reakciókat Ez képes kis molekulák, például dopamin és adenozin-trifoszfát oxidálására, de használható peptidek és fehérjék módosítására kis molekulák hozzáadásával.

### Más lehetőségek
A DNS használatos DNS templátú szintézisben, enantioszelektív katalízisben, DNS-nanovezetékekben és DNS-számítástechnikában is.